# Peito-celeste
O peito-celeste (Uraeginthus angolensis) é uma ave da família Estrildidae comum na África Central e Austral. Em Angola é também conhecido por catuíti ou simplesmente tuítuí, devido ao seu canto.
É um pássaro gregário, vive em pequenos bandos, mas é muitas vezes visto a voar em bandos de milhares.

## Ligções externas
- Uraeginthus angolensis BirdLife International (em inglês)